# Władimir Gelfrejch
Władimir Gieorgijewicz Gelfrejch (ros. Влади́мир Гео́ргиевич Гельфре́йх, ur. 12 marca?/24 marca 1883 w Petersburgu, zm. 7 sierpnia 1967 w Moskwie) – radziecki architekt i pedagog, Bohater Pracy Socjalistycznej (1965).

## Życiorys
Był zruszczonym Niemcem, synem żołnierza. W latach 1906–1914 uczył się w Imperatorskiej Akademii Sztuk Pięknych, w 1914 otrzymał tytuł artysty-architekta. Podczas studiów rozpoczął współpracę z Władimirem Szczuko, z którym stworzył później wiele projektów w Piotrogrodzie/Leningradzie, m.in. części pomnika Marksa, Engelsa i Lenina w Smolnym (1923–1925), rejonowego domu kultury (1924), pomnika Lenina przy Dworcu Fińskim (1927) i klubu fabryki „Bolszewik” (1927). W latach 1918–1935 wykładał na Wchutieinie, od 1933 pracował w Moskwie wraz z Władimirem Szczuko, brał udział w konkursie na projekt Pałacu Rad, w opracowaniu projektu Borisa Iofana (1933–1938), którego monumentalno-klasyczne formy wykorzystał w stworzeniu architektonicznych projektów Domu Ludowego Komisariatu Przemysłu Ciężkiego na Placu Czerwonym (1934), Wielkiego Mostu Kamiennego (1936–1938), Domu Sprawiedliwości (1937), pawilonu ZSRR na Wystawie Międzynarodowej w Paryżu i panoramy „Szturm Perekopu” (1941). Od 1935 aktywnie uczestniczył w stalinowskiej przebudowie Moskwy, 1935–1937 opracował wariant planowania południowego zachodu Moskwy. W 1926 zaprojektował pomnik 26 komisarzy bakijskich, za który otrzymał złoty medal na wystawie w Paryżu, 1930–1935 uczestniczył w projektowaniu teatru akademickiego im. Gorkiego w Rostowie nad Donem, w 1936 domu władz Abchaskiej ASRR i pałacu kultury w Kujbyszewie, później wiaduktu w Maceście (Soczi). W latach 1944–1947 brał aktywny udział w odbudowie miejskich centrów kultury zniszczonych podczas wojny, wraz z Władimirem Szczuko zajmował się rekonstrukcją Rżewa, Chreszczatyka w Kijowie, centrum Stalingradu i Orła, od 1948 ponownie pracował w Moskwie, m.in. wraz z architektem M. Minkusem, w 1954 pracował przy projekcie Panteonu - Pomnika Wiecznej Sławy Wielkich Ludzi Państwa Radzieckiego na Leninskich Gorach, 1957–1958 brał udział w konkursach architektonicznych na projekt Pałacu Rad na Leninskich Gorach. Uczestniczył również w projektowaniu pierwszych moskiewskich wieżowców, m.in. budynku Ministerstwa Spraw Zagranicznych na Placu Smoleńskim (1947–1953), a 1959–1967 wykładał w Moskiewskiej Wyższej Szkole Artystyczno-Przemysłowej, od 1947 jako członek rzeczywisty Akademii Architektury ZSRR, a od 1956 Akademii Budownictwa i Architektury ZSRR. Został pochowany na Cmentarzu Nowodziewiczym.

## Odznaczenia
- Medal Sierp i Młot Bohatera Pracy Socjalistycznej (21 kwietnia 1965)
- Order Lenina (dwukrotnie)
- Order Czerwonego Sztandaru Pracy (trzykrotnie)
- Order „Znak Honoru” (dwukrotnie)
- Nagroda Stalinowska (dwukrotnie – 1946 i 1949)

I medale.